# Another Self
Another Self (Zeytin Ağacı) è una serie televisiva drammatica turca composta da 16 episodi suddivisi in due stagioni, distribuita sul servizio di streaming Netflix dal 28 luglio 2022 all'11 luglio 2024.

## Trama
La serie racconta il rapporto di amicizia tra tre amiche che visitano una città di mare, dove trovano contatto con la loro spiritualità e incontrano inaspettatamente un trauma irrisolto del passato delle loro famiglie.

## Episodi
| Stagione         | Episodi | Pubblicazione Turchia | Pubblicazione Italia |
| ---------------- | ------- | --------------------- | -------------------- |
| Prima stagione   | 8       | 2022                  | 2022                 |
| Seconda stagione | 8       | 2024                  | 2024                 |

## Personaggi e interpreti

### Personaggi principali
- Ada, interpretata da Tuba Büyüküstün, doppiata da Mattea Serpelloni.
- Leyla, interpretata da Seda Bakan, doppiata da Sophia De Pietro.
- Sevgi, interpretata da Boncuk Yılmaz, doppiata da Barbara De Bortoli.
- Toprak, interpretato da Murat Boz, doppiato da Francesco Venditti.
- Zaman Bey, interpretato da Fırat Tanış, doppiato da Stefano Benassi.
- Tevfik "Fiko" Fikret, interpretato da Rıza Kocaoğlu, doppiato da Francesco Cavuoto.
- Mukadder "Muko", interpretata da Füsun Demirel, doppiata da Daniela D'Angelo.
- Selim, interpretato da Serkan Altunorak, doppiato da Fabrizio Picconi.
- Erdem, interpretato da Umut Kurt, doppiato da Mirko Mazzanti.
- Sarp, interpretato da Dashiell McGaha-Schletter.
- Selim, interpretato da Paul Galliano.

### Personaggi secondari
- Ada da piccola, interpretata da Elif Kurtuaran.
- Flor, interpretata da Liya Su Elez.
- Flor, interpretata da Nadia Hamzeh.
- Belgin, interpretata da Süreyya Kilimci.
- Zehra, interpretata da Kayra Zabcı.
- Hastane Müdürü, interpretato da Somer Karvan.
- Madre di Belgin, interpretata da Bilge Sen.
- Belgin da giovane, interpretata da Mehtap Demirel.
- Nalan, interpretata da Gökçe Sezer.
- Eva, interpretata da Seren Deniz Yalçin.
- Cemil, interpretato da Metehan Parilti.
- Eleni, interpretata da Tugba Çom.
- Tolga, interpretato da Mehmet Ali Gümüs.
- Dottor Hakan, interpretato da Ali Bahadir Bahar.
- Selim da piccolo, interpretato da Ali Ediz Kirca.
- Halit, interpretato da Meriç Özkaya.
- Çiçek, interpretata da Asya Bugdayci.
- Kemal, interpretato da Yücel Kelebekli.
- Kemal da giovane, interpretato da Ilter Kapici.
- Adem, interpretato da Savas Emrah Özdemir.
- Cemil, interpretato da Deniz Karausta.
- Yilmaz, interpretato da Uğur Cabiroğlu.

## Produzione
La serie è diretta da Burcu Alptekin, scritta da Nuran Evren Şit e prodotta da OGM Pictures.

### Riprese
Le riprese della prima stagione sono state effettuate dal 1º luglio al 4 ottobre 2021 ad Ayvalık, una località balneare sulla costa nord-occidentale del Mar Egeo. Le riprese della seconda stagione sono state effettuate dal 12 luglio al 29 settembre 2023, sempre ad Ayvalık.

## Distribuzione
La serie, composta da 16 episodi suddivisi in due stagioni, è stata pubblicata sul servizio di streaming Netflix dal 28 luglio 2022 all'11 luglio 2024: la prima stagione è stata pubblicata il 28 luglio 2022, mentre la seconda stagione l'11 luglio 2024.

## Riconoscimenti
- International Izmir Film Festival
  - 2023: Candidatura come Miglior attrice in una serie televisiva digitale a Tuba Büyüküstün
  - 2023: Premio come Miglior serie televisiva digitale a Onur Güvenatam

- Pantene Golden Butterfly Awards
  - 2022: Candidatura come Miglior serie online per Another Self (Zeytin Ağacı)[17][18]
  - 2022: Candidatura come Miglior regista a Burcu Alptekin[17][18]